# Dysnomia (mytologi)
Dysnomia (grekiska: Δυσνομία), laglöshetens gudinna inom den grekiska mytologin, var enligt Hesiodos dotter till Eris, osämjans gudinna. Dysnomia delar karaktär med skuldens gudinna Ate. Dysnomia kom att figurera i grekisk filosofi, bland annat i Platons litterära dialog Lagarna. Som Dysnomias motsats anges ofta Eunomia, den lagbundna ordningens gudinna.
År 2005 gavs en nyupptäckt måne runt dvärgplaneten Eris namnet Dysnomia.